# Victorious
Victorious (estilizado como VICTORiOUS) é uma sitcom norte-americana criado por Dan Schneider que originalmente foi ao ar na Nickelodeon entre 27 de março de 2010 e 2 de fevereiro de 2013, num total de 60 episódios distribuídos em quatro temporadas. A série gira em torno de Tori Vega (Retratado por Victoria Justice), uma aspirante a atriz e cantora, que frequenta o colégio Hollywood Arts, onde todos os alunos possuem um tipo de talento, enquanto entram em situações malucas diariamente. O primeiro episódio da série estreou em 27 de março de 2010 nos E.U.A logo após o Kids' Choice Awards de 2010, e teve 5.7 milhões de telespectadores se tornando a terceira maior estreia da Nickelodeon, perdendo apenas para iCarly e Big Time Rush. A série estreou em 13 de outubro de 2010 no Brasil e em 11 de novembro de 2010 em Portugal. O show foi gravado no Nickelodeon on Sunset Studios, em Hollywood no estado da Califórnia. A primeira temporada do show deu início as gravações em 5 de outubro de 2009, e terminou em 14 de abril do ano seguinte; dezoito dias depois da estreia, finalizando com vinte episódios. A primeira temporada teve apenas um episódio especial, intitulado Freak the Freak Out, e a canção de mesmo nome foi lançada como single em novembro de 2010, e entrou na Billboard Hot 100.Várias outras canções foram tocadas na temporada. A série ganhou o prêmio de programa favorito do KCA de 2012 e 2013, batendo de frente com a antiga campeã iCarly.
Em 10 de agosto de 2012, Victoria Justice afirmou que a série não seria renovada. Assim, após o anúncio da série spin-off, Sam & Cat, os fãs de Victorious expressaram consternação que essa série spin-off tenha sido a razão do final dela, mas o próprio Dan Schneider afirmou o contrário. Sendo cancelada quando a terceira temporada estava no ar, sob a justificativa de que o show havia atingido o limite padrão de 60 episódios, como aconteceu com as séries Drake & Josh e Zoey 101. No entanto, embora o elenco de Victorious tenha filmado apenas três temporadas, quando a decisão de terminar a série foi tomada, a Nickelodeon dividiu a terceira temporada pela metade, fazendo uma quarta temporada. O último episódio da série foi ao ar em 2 de fevereiro de 2013, intitulado "Victori-Yes", em português, "Todos digam Sim", e foi assistido por 2,9 milhões de espectadores em sua exibição original.

## Sinopse
Tori Vega é uma adolescente de 16 anos que estudava numa escola normal. Sua irmã, Trina Vega, estuda em uma escola para pessoas talentosas, a Hollywood Arts. Um dia, ela iria fazer uma apresentação musical na escola, porém, devido a um incidente, Tori acaba a substituindo e a mesma descobre que tem talento. Tori acaba entrando na Hollywood Arts e lá ela conhece André, Robbie, Jade, Cat, Beck, e Rex. Juntos eles vão viver historias, aventuras e situações engraçadas.

## Elenco e personagens

### Personagens
| Ator              | Personagem               | Temporada    | Temporada    | Temporada    | Temporada    |
| Ator              | Personagem               | 1            | 2            | 3            | 4            |
| Principal         | Principal                | Principal    | Principal    | Principal    | Principal    |
| ----------------- | ------------------------ | ------------ | ------------ | ------------ | ------------ |
| Victoria Justice  | Victória "Tori" Vega     | Regular      | Regular      | Regular      | Regular      |
| Leon Thomas III   | André Harris             | Regular      | Regular      | Regular      | Regular      |
| Matt Bennett      | Robbie Shapiro           | Regular      | Regular      | Regular      | Regular      |
| Elizabeth Gillies | Jadelyn "Jade" West      | Regular      | Regular      | Regular      | Regular      |
| Ariana Grande     | Caterina "Cat" Valentine | Regular      | Regular      | Regular      | Regular      |
| Avan Jogia        | Alberto "Beck" Oliver    | Regular      | Regular      | Regular      | Regular      |
| Daniella Monet    | Katrina "Trina" Vega     | Regular      | Regular      | Regular      | Regular      |
| Recorrente        |                          |              |              |              |              |
| Christopher Cane  | Rex Shapiro              | Recorrente   | Recorrente   | Recorrente   | Recorrente   |
| Eric Lange        | Erwin Sikowitz           | Recorrente   | Recorrente   | Recorrente   | Recorrente   |
| Michael Eric Reid | Sinjin Van Cleef         | Recorrente   | Recorrente   | Recorrente   | Recorrente   |
| Lane Napper       | Lane Alexander           | Recorrente   | Recorrente   | Recorrente   | Recorrente   |
| Jennifer Carta    | Holly Vega               | Participação | Recorrente   | Recorrente   | Recorrente   |
| Jim Pirri         | David Alejandro Vega     | Participação | Participação | Recorrente   | Recorrente   |
| Marylin Harris    | Charlotte Harris         | Recorrente   | Participação | Recorrente   | Participação |
| Marco Aiello      | Festus                   | Participação | Participação | Participação | Participação |

### Elenco Regular
- Victoria Justice como Victoria "Tori" Vega, uma aspirante á cantora de 16 anos que se matricula em Hollywood Arts High School, uma famosa escola de artes cênicas, depois de inesperadamente se apresentar no lugar de sua sua irmã mais velha, Trina. Embora inicialmente auto-conscientemente e incerta por entrar na Hollywood Arts, logo ela abraça seus próprios talentos e a vida nova. Ela respeita muito os outros, exceto Robbie. E desde um tempo, quis a amizade sincera de Jade; evitando beijar Beck quando ele e Jade terminaram, e o garoto se mostrou num estado fraco de espírito. Mostrando a todos que ela realmente preza a amizade acima de tudo. Seu maior sonho é ser uma cantora pop famosa e ter sua própria turnê mundial. Está presente em todos os episódios.

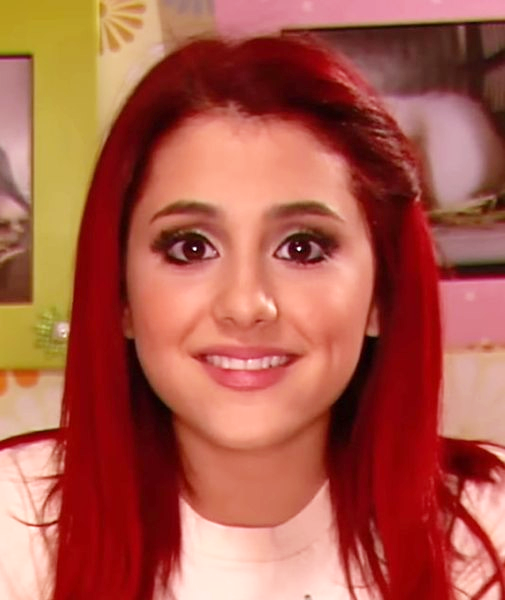
Ariana Grande como Cat Valentine.

- Ariana Grande como Cat Valentine.Ariana Grande como Caterina "Cat" Valentine, uma rainha do drama sensível. Ela tende a reagir de forma exagerada e é extremamente emocional, mas se torna amiga íntima de Tori, André, Beck e Robbie. Seu faíscante cabelo vermelho tem essa cor porque ela gosta do glacê vermelho dos cupcakes, como pode ser visto em seu vídeo para o perfil do The Slap. Ela é vista como excêntrica e aleatória. Uma curiosidade sobre Cat é que ela se ofende facilmente, mesmo quando essa não é a intenção da pessoa com quem conversa. Ela acaba dizendo muitas vezes: "O que você quer dizer com isso?". Suas comidas favoritas são cupcakes, espaguetes, doces e batatas. No episódio "A Canção de Semana do Niver", Cat admite que tem problemas psicológicos (embora ela talvez tenha apenas se ofendido sem querer, pois depois de uma senhora dizer que "uma pessoa com esse cabelo, só pode ter problemas psicológicos" Cat responde "meu cabelo não tem nada a ver com meus problemas psicológicos!") Ela está sempre falando sobre seu irmão estranho e as situações estranhas que acontece com ele. Seu maior sonho, é ser uma atriz e cantora famosa. Está presente em 59 episódios.
- Avan Jogia como Alberto "Beck" Oliver, um ator bonito e respeitado. Ele é gentil e solidário a todos em Hollywood Arts, especialmente com Jade. Ele vive em um trailer estacionado na garagem de seus pais, a fim de evitar ouvir regras de seus pais e poder namorar Jade, como ele mesmo diz "Meu teto, minhas regras", já que no começo da relação dos dois, Beck foi proibido de namorar com ela. Ele quer ter um Rottweiler como animal de estimação. Seu maior sonho, é ser um ator famoso. Beck já passou por mais problemas de mudança de humor do que todos na série, numa longa duração de término com a namorada Jade, ele ficou mais frio e insensível, sendo odiado por muitos fãs. Até que Beck e Jade voltarem juntos novamente e ele voltou a ser o cara solidário que era. Está presente em 56 episódios.
- Leon Thomas III como André Harris, melhor amigo de Tori e maior defensor em Hollywood Arts. Ele é um músico  e  um compositor talentoso. Ele pode tocar qualquer instrumento, mas ele prefere o teclado. Ele escreveu todas as músicas que Tori canta. Viu Tori pela primeira vez quando ele foi trabalhar com Trina em um ensaio para a apresentação de talentos anual na escola. Eles se tornaram melhores amigos imediatamente. Sua avó tem medo de tudo e de todos. Ele é o cara que gosta de todo mundo e é sempre o ombro para se apoiar. Seu maior sonho, é conseguir um contrato em alguma gravadora. Está presente em todos os episódios.
- Matt Bennett como Robbie Shapiro, um aluno tímido e desajeitado que se sente mais confortável falando através de seu boneco de ventríloquo, Rex. Sua avó, implica com Robbie, por andar com Rex desde criança, ela diz ao marido que Robbie "ainda" leva o boneco para a escola. Ele tende a se apaixonar, mesmo atuando, seriamente. Ele é intolerante à lactose. Ele pode tocar violão e gaita. Seu maior sonho, é ser um músico. Embora não seja muito confiante, Robbie consegue demonstrar um talento excelente ao manipular Rex, já que consegue fazê-lo parecer, ter realmente uma personalidade própria. É possível que a personalidade de Rex (que é grosso, ofensivo e mal educado) seja uma expressão dos sentimentos reprimidos de Robbie (que ao contrário de Rex é frágil, e delicado). Está presente em todos os episódios.
- Elizabeth Gillies como Jadelyn "Jade" West, uma estilosa gótica, que se considera uma "amiga não tão boa" de Tori. Embora ela tem uma personalidade difícil, Jade é dura no trabalho, talentosa, inteligente e popular, mas ela pode ser um pouco masoquista, visto em vários episódios que ela gosta de dor. Ela é namorada e muito apaixonada por Beck há três anos, já terminaram e voltaram bem mais seguros com a relação, mostrando um grande passo. Jade se diverte muitas vezes irritando seus colegas. Ela era bastante ciumenta - mas isto se resolveu quando ela e Beck voltaram juntos -, independente e ousada. Embora ela e Tori tenham sido rivais no início da série, sua rivalidade diminuiu, desde quando Jade pediu ajuda a Tori em seu relacionamento com Beck. Além de cantar e dançar, Jade também demonstrou talento cinematográfico, ao criar com sucesso um curta-metragem de terror, dirigido, produzido, e protagonizado por ela, e que assustou todos que o assistiram. Seu maior sonho, é ser uma atriz de filmes de terror e ser uma cantora famosa. Mesmo com seu temperamento, é uma das alunas mais bonitas da Hollywood Arts. Está presente em todos os episódios...
- Daniella Monet como Katrina "Trina" Vega, irmã mais velha de Tori. Embora tenha boas intenções e realmente cuida de Tori, Trina é materialista, egoísta e realmente acredita que o estrelato é o seu destino. Infelizmente, enquanto ela se comporta como uma diva, seu nível de desempenho é de um grau significativamente menor. Por isso um monte de gente realmente gosta dela por causa de suas maneiras da diva. Por causa de sua falta de talento, ninguém sabe como Trina entrou para a Hollywood Arts, até que é revelado o motivo: um dos professores tinha bebido água de coco estragada e teve "visões" de Trina dançando com fantasias talentosamente (sendo que, provavelmente, ela havia apenas cantado no seu jeito desafinado). Trina às vezes pode ser mimada e não parar até conseguir o que quer. Ela é fisicamente forte, ao contrário de sua imagem. Ela afirma que nada assusta devido ao fato de que ela viu sua avó nua. Não se sabe exatamente que talento ela tem, mas talvez possa ser atuando/ou cantando. Seu maior sonho, é ser uma cantora, atriz, modelo e talvez, uma lutadora de karatê. Está presente em 51 episódios.
- Christopher Cane como Rex Shapiro. Christopher Cane em Victorious, é o boneco de Robbie. Porém, ele é muito grosso, ofensivo e mal educado. Ele entrevistou o elenco de iCarly e Victorious. Está presente em 58 episódios.

### Elenco Recorrente
- Eric Lange como Erwin Sikowitz, professor de atuação que só anda descalço. Ele tem métodos estranhos de ensino, tais como atirar bolas inesperadamente nos estudantes durante as suas performances para ver se eles são dedicados o suficiente para permanecer na cena. Tori (e possivelmente todos os outros) acredita que ele é um pouco louco. Ele gosta de beber água de coco, dizendo que a água "lhe dá visões". Apesar de ser excêntrico, ele é carinhoso, inteligente e tem muita sabedoria. Tori lhe deu 2 dólares na primeira vez que o viu, pensando que era um mendigo.
- Michael Eric Reid como Sinjin Van Cleef, um menino estranho, excêntrico e um pouco assustador em Hollywood Arts. Sinjin sempre desempenha aparições cômicas, graças a suas esquisitices, como customizar seu armário com comida mastigada, ou ou dizer "lá vem aquela sensação" após um beijo no rosto. Ele é apaixonado por Jade, mas ela o ignora. O personagem de Sinjin estava destinado a aparecer uma só vez, mas Schneider gostou tanto do desempenho do Michael, que o escalou em quase todos os episódios da série.
- Lane Napper como Lane Alexander, é o conselheiro da escola Hollywood Arts. Lane é um bom conselheiro, e muitas vezes ajuda os alunos com seus problemas e os resolve com seus argumentos, mas às vezes pode estar relutante, dizendo aos estudantes "Por que eu?". Ele é geralmente quem faz os grandes anúncios na escola. Ele parece tanto odiar a pele seca ou ele está obcecado por cremes, que ele pode ser visto frequentemente aplicando um creme hidratante para as mãos.
- Jennifer Carta como Holly Vega, mãe de Tori e Trina Vega, esposa de David Vega. Ela parece ser carinhosa, amorosa e uma mãe protetora, mas quando suas filhas ficam fora de controle, ela tende a ficar de fora. Ela também aparentemente tem dificuldade de entender o senso comum.
- Jim Pirri como David Alejandro Vega, pai de Tori e Trina Vega, marido de Holly Vega. Ele parece ser carinhoso, amoroso e um pai protetor, mas quando suas filhas ficam fora de controle, ele tende a ficar de fora. Ele é um policial, e Tori e Trina gostam de apontar este fato às vezes.
- Marylin Harris como Charlotte Harris, avó de André Harris. A primeira vez que ela saiu de casa depois de seis anos foi no episódio "Piloto", porque ela tem medo de praticamente tudo (isto é, pessoas, rabinos, biquínis, comida fast-food, aspiradores de pó, o vizinho de sete anos, buzinas de carros, chuveiros, etc.) Ela também tem medo de relógios pois seus números mudam, espelhos, e bate-papos da web, visto em "Wi-Fi no Céu", onde ela socou o laptop de André duas vezes, fazendo com a câmera quebrar.
- Marco Aiello como Festus, é o proprietário do The Grub Truck, um serviço de alimento para os alunos da Hollywood Arts. Festus trabalha por conta própria no The Grub Truck.

## Produção

### Desenvolvimento

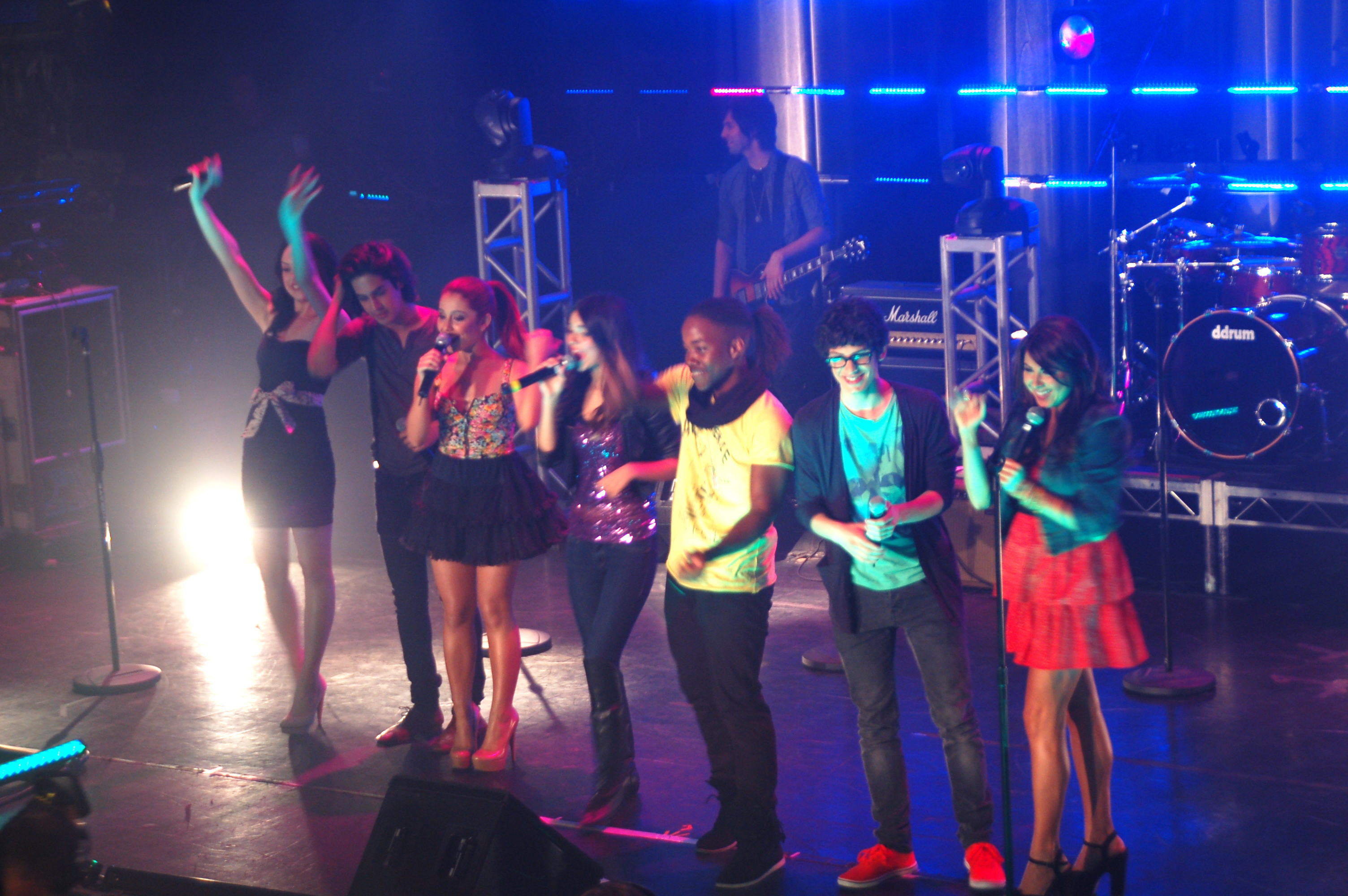
Elenco da série durante uma apresentação para divulgar o álbum de trilha sonora.

Ao discutir os conceitos possíveis para a série durante a reunião, Victoria Justice referiu que ela tinha assistido a uma das artes do espetáculo no ensino médio. A ideia foi integrada a Dan Schneider, que reconheceu o apelo da série sobre a fama. "Se existe alguma coisa que eu aprendi sobre as crianças de hoje e eu não estou dizendo que isso é bom ou ruim, é que todos elas querem ser estrelas", disse Dan Schneider. Marjorie Cohn, que era a então vice-presidente dos executivos da Nickelodeon de programação original e desenvolvimento, concordou. "Toda criança pensa que está a cinco minutos e a uma circunstância de sorte para ser famosa", afirmou Cohn. Ele observou que iCarly, uma comédia sobre uma garota que hospeda um show popular da web, foi estimulado pelo aumento das celebridades do YouTube e se tornou um show de sucesso da Nickelodeon.
Em 13 de agosto de 2008, Nick anunciou que a Victoria Justice havia assinado um "talento global de lidar com a música" com a empresa e concordara em estrelar uma série de comédia-musical, em seguida, sem título, sobre uma menina que frequenta uma escola de artes cênicas. Ao discutir a premissa da série, Dan Schneider afirmou que, apesar de que seria bom se mais crianças "quisessem ser professores e assistentes sociais" em vez de celebridades, "Pelo menos em 'Victorious', você vê um mundo onde eles estão todos trabalhando no ramo do talento. A Columbia / Epic Label Group da Sony Music Entertainment, decidiu co-produzir a série como parte de uma parceria para desenvolver o talento e a liberação da sua música.

### Cancelamento
Em 2012 foi anunciado o cancelamento do show pelo network da Nickelodeon, sob a justificativa de que o show havia atingido o limite padrão de 60 episódios como aconteceu com "Drake & Josh" e "Zoey 101". Victoria se disse chocada com o cancelamento em uma entrevista a MTV, Dan Schenider, criador da série disse que todos estavam tristes com o cancelamento, e que ficou feliz em saber que os fãs irão sentir falta pois isso mostra o quanto o show era amado e isso significa muito para ele, e que a culpa não foi de ninguém especificamente.

### Elenco
Vários dos atores de Victorious haviam feito participações especiais em vários programas da Nickelodeon antes da estreia de Victorious. Além de Zoey 101, Victoria Justice apareceu na série de televisão iCarly, The Naked Brothers Band e True Jackson, VP. Ela também co-estrelou com Avan Jogia, que interpreta Beck, em um filme original da Nickelodeon, Spectacular!e Rags. Daniella Monet foi convidada em três episódios de Zoey 101, participou também de iCarly e Padrinhos mágicos o filme, enquanto Leon Thomas III foi lançado em episódios de iCarly e The Naked Brothers Band. Thomas, Elizabeth Gillies e Ariana Grande têm aparecido em todos os musicais da Broadway. Ariana e Elizabeth fizeram testes em Nova Iorque, enquanto co-estrelavam o musical "13".

## Abertura
A Abertura da série costuma mudar em todas as temporadas, como em todas as séries, e em todas, o nomes dos personagens principais e dos seus criadores e diretores, aparecem em ordem em forma de créditos, quando no mesmo tempo aparecem cenas ordenadas do próprio personagem no qual o nome se refere. As cenas são de acordo com a temporada e seus episódios e se revezam com cenas gravadas especialmente para a abertura, onde todos animados, dançam e cantam "Make It Shine" de Victoria Justice. No primeiro episódio a abertura é só a frase VICTORiOUS com uma pequena música de fundo. Na abertura do episódio Freak the Freak Out, mas em português
Surtando de Vez, a abertura é diferente, porquê na abertura, eles colocam o trecho depois que Victoria Justice canta o segundo refrão de Make it Shine mas no episódio Locked Up em português: Presos, a abertura é bem demorada, pois cada personagem ficou em cada amostra dos personagens mas a amostra de Daniella Monet ficou junto com a mostra do Created by Dan Schneider.

## Espaço Musical

### Álbuns
| Ano de Lançamento | Nome do Álbum                                          |
| ----------------- | ------------------------------------------------------ |
| 2011              | "VICTORiOUS: Music From the Hit TV Show"               |
| 2012              | "VICTORiOUS 2.0: Music From the Hit TV Show"           |
| 2012              | "VICTORiOUS 3.0: Even More Music From the Hit TV Show" |

### Singles
| Título da Faixa                 | Cantores | Ano  | Episódio                               | Álbum                                     |
| ------------------------------- | --- | ---- | -------------------------------------- | ----------------------------------------- |
| Make It Shine                   | Victoria Justice | 2010 | Pilot                                  | Victorious (trilha sonora)                |
| You're the Reason               | Victoria Justice | 2010 | The Birthweek Song                     | Victorious (trilha sonora)                |
| Chicago                         | Daniella Monet | 2010 | Jade Dumps Beck                        | Nenhum                                    |
| Finally Falling                 | Victoria Justice e Avan Jogia (VERSÃO DO EPISÓDIO)/Victoria Justice (VERSÃO DO ÁLBUM)                                                        | 2010 | Tori the Zombie                        | Victorious (trilha sonora)                |
| Tell Me That You Love Me        | Victoria Justice e Leon Thomas III | 2010 | The Great Ping-Pong Scam               | Victorious (trilha sonora)                |
| Freak The Freak Out             | Victoria Justice | 2010 | Freak the Freak Out                    | Victorious (trilha sonora)                |
| Give It Up                      | Elizabeth Gillies e Ariana Grande | 2010 | Freak the Freak Out                    | Victorious (trilha sonora)                |
| Number One                      | Jillian Clare e Jamie Snow | 2010 | Freak the Freak Out                    | Nenhum                                    |
| Hate Me Love Me                 | Jillian Clare e Jamie Snow | 2010 | Freak the Freak Out                    | Nenhum                                    |
| Favorite Food                   | Victoria Justice, Leon Thomas III, Matt Bennett, Elizabeth Gillies, Ariana Grande e Avan Jogia                                               | 2011 | The Diddly-Boops                       | Victorious (Trilha sonora) Versão da Ásia |
| Broken Glass                    | Matt Bennett | 2011 | The Diddly-Boops                       | Victorious (trilha sonora) (Bônus)        |
| Song 2 You                      | Leon Thomas III e Victoria Justice | 2011 | The Diddly-Boops                       | Victorious (trilha sonora)                |
| Beggin' On Your Knees           | Victoria Justice | 2011 | Beggin' On Your Knees                  | Victorious (trilha sonora)                |
| Blow                            | Ke$ha | 2011 | Ice Cream for Ke$ha                    | Cannibal                                  |
| Captain Is She                  | Victoria Justice/Eric Lange | 2011 | Tori Gets Stuck                        | Nenhum                                    |
| Best Friend's Brother           | Victoria Justice, Ariana Grande e Leon Thomas III (VERSÃO DO EPISÓDIO)/Victoria Justice (VERSÃO DO ÁLBUM)                                    | 2011 | Prom Wrecker                           | Victorious (trilha sonora)                |
| All I Want Is Everything        | Victoria Justice, Elizabeth Gillies, Ariana Grande, Daniella Monet e Leon Thomas III (VERSÃO DO EPISÓDIO)/Victoria Justice (VERSÃO DO ÁLBUM) | 2011 | Locked Up!                             | Victorious (trilha sonora)                |
| I Want You Back                 | Victoria Justice, Leon Thomas III, Matt Bennett, Elizabeth Gillies, Ariana Grande, Avan Jogia e Daniella Monet                               | 2011 | Locked Up!                             | Victorious (trilha sonora)                |
| Make It Shine: Remix            | Victoria Justice e Leon Thomas III | 2011 | Helen Back Again                       | Nenhum                                    |
| Favorite Cat's Musical          | Ariana Grande | 2011 | Helen Back Again                       | Nenhum                                    |
| You Haven't Seen the Best of Me | Daniella Monet | 2011 | Helen Back Again                       | Nenhum                                    |
| Okay                            | Leon Thomas III e Elizabeth Gillies | 2011 | Jade Gets Crushed e Tori Goes Platinum | Nenhum                                    |
| 365 Days                        | Leon Thomas III e Victoria Justice (VERSÃO DO EPISÓDIO)/Leon Thomas III (VERSÃO DO ÁLBUM)                                                    | 2011 | Jade Gets Crushed                      | Victorious 3.0 (Bônus)                    |
| The Wheels on the Cupcake       | Elenco de Victorious | 2011 | Terror On Cupcake Street               | Nenhum                                    |
| It's Not Christmas Without You  | Victoria Justice, Leon Thomas III, Elizabeth Gillies e Ariana Grande                                                                         | 2011 | A Christmas Tori                       | Merry Nickmas                             |
| Don't You (Forget About Me)     | Victoria Justice | 2012 | The Breakfast Bunch                    | Victorious 2.0                            |
| Countdown                       | Leon Thomas III e Victoria Justice | 2012 | Andre's Horrible Girl                  | Victorious 2.0                            |
| Take a Hint                     | Victoria Justice e Elizabeth Gillies | 2012 | Tori & Jade's Playdate                 | Victorious 2.0                            |
| Shut Up and Dance               | Elenco de Victorious (VERSÃO DO EPISÓDIO)/Victoria Justice (VERSÃO DO ÁLBUM)                                                                 | 2012 | April Fools Blank                      | Victorious 2.0                            |
| Five Fingaz To the Face         | Elenco de Victorious e Dr. Rhapsody | 2012 | Driving Tori Crazy                     | Victorious 2.0                            |
| Cheer Me Up                     | Victoria Justice | 2012 | Tori Goes Platinum                     | Victorious 3.0 (Bônus)                    |
| Make It In America              | Victoria Justice | 2012 | Tori Goes Platinum                     | Victorious 2.0                            |
| I Think You're Swell            | Matt Bennett | 2012 | The Blonde Squad                       | Victorious 2.0 (Bônus) e Warm Fuzzies     |
| L.A. Boyz                       | Victoria Justice e Ariana Grande | 2012 | Three Girls and a Moose                | Victorious 3.0                            |
| You Don't Know Me               | Elizabeth Gillies | 2012 | Tori Fixes Beck e Jade                 | Victorious 3.0                            |
| Here's 2 Us                     | Victoria Justice e Leon Thomas III (VERSÃO DO EPISÓDIO)/Victoria Justice (VERSÃO DO ÁLBUM)                                                   | 2012 | One Thousand Berry Balls               | Victorious 3.0                            |
| Faster Than Boyz                | Victoria Justice e Leon Thomas III (VERSÃO DO EPISÓDIO)/Victoria Justice (VERSÃO DO ÁLBUM)                                                   | 2013 | The Bad Roommate                       | Victorious 3.0                            |
| Star Spangled Banner            | Victoria Justice | 2013 | Star Spangled Tori                     | Nenhum                                    |
| Bad Boys                        | Victoria Justice | 2013 | Star Spangled Tori                     | Victorious 3.0                            |

## Episódios
| Temporada | Temporada | Episódios | Exibição Original      | Exibição Original      | Exibição no Brasil     | Exibição no Brasil      | Exibição em Portugal    | Exibição em Portugal    |
| Temporada | Temporada | Episódios | Estreia de temporada   | Final de temporada     | Estreia de temporada   | Final de temporada      | Estreia de temporada    | Final de temporada      |
| --------- | --------- | --------- | ---------------------- | ---------------------- | ---------------------- | ----------------------- | ----------------------- | ----------------------- |
|           | 1         | 20        | 27 de março de 2010    | 26 de março de 2011    | 13 de outubro de 2010  | 6 de agosto de 2011     | 11 de novembro de 2010  | 4 de novembro de 2011   |
|           | 2         | 13        | 2 de abril de 2011     | 26 de dezembro de 2011 | 16 de novembro de 2011 | 26 de setembro de 2012  | 4 de novembro de 2011   | 21 de setembro de 2012  |
|           | 3         | 14        | 3 de dezembro de 2011  | 30 de Junho de 2012    | 27 de setembro de 2012 | 28 de fevereiro de 2013 | 28 de setembro de 2012  | 23 de fevereiro de 2013 |
|           | 4         | 13        | 22 de setembro de 2012 | 2 de fevereiro de 2013 | 7 de fevereiro de 2013 | 19 de outubro de 2013   | 16 de fevereiro de 2013 | 7 de fevereiro de 2014  |

## DVDs
| Título do DVD                       | Lançamento            | Discos | Episódios | Extras |
| ----------------------------------- | --------------------- | ------ | --------- | --- |
| Victorious: Season 1, Vol. 1        | 5 de julho de 2011    | 2      | 1–10      | Video das músicas "Freak the Freak Out" e "Beggin' On Your Knees" e por trás das cameras com o elenco.         |
| Victorious: Season 1, Vol. 2        | 1 de novembro de 2011 | 2      | 11-20     | O crossover de iCarly e Victorious: "iParty With Victorious".                                                  |
| Victorious: The complete 2nd season | 15 de maio de 2012    | 2      | 21-32     | Por trás das cameras de "Locked Up" e "Seven Secrets of Victoria Justice" (Sete Segredos de Victoria Justice). |
| Victorious: Season 3, Vol. 1        | 7 de novembro de 2013 | 2      | 33-46     | Video da música "Make It In America".                                                                          |

### DVDs com outras séries
| Título             | Data de Lançamento             | Episódio | Nota |
| ------------------ | ------------------------------ | -------- | --- |
| iCarly: iSpace Out | Região 1: 31 de Agosto de 2010 | "Pilot"  | O episódio "Pilot" foi adicionado a este DVD como material bônus, portanto, não pode ser considerado um episódio oficial do DVD. |

## Locações

### Hollywood Arts
A escola onde Tori, André, Beck, Jade, Cat, Trina e Robbie estudam. É especializada em Artes e em Teatro. Uma de suas tradições é que todo aluno tem que decorar o seu armario (Tori - Uma cidade a noite onde está escrito "Make It Shine", André - Um piano, Beck - Uma porta transparente, Robbie - Mosaico com chupetas, Sinjin - Comida que ele mesmo mastigou, Jade - Colorido de preto, com vários tipos de tesoura coladas). Sua mais nova diretora é Helen da série Drake & Josh. Já foi mostrada a Sala do Sikowitz, Lanchonete, Sala de Maquiagem e Entrada
A fachada da escola, na verdade, é a fachada da escola Burbank High School, que fica em Burbank, cidade do estado da Califórnia.

### Residência Vega
Casa de Tori, Trina e seus pais, David e Holly, foi onde Tori e André se conheceram e também foi lá que eles filmaram o curta de Dale Squires. Foi mostrada a Sala de Estar, Entrada, Cozinha, Quintal e o Banheiro e é mostrada em quase todas as temporadas.

### Residência Sikowitz
Casa do professor Erwin Sikowitz. É mostrado em somente 1 episódio "Uma Noite na Casa de Sikowitz". Foi mostrada a Sala de Estar, Cozinha.

### Karaokê Dokie
Karaokê novo na cidade. É mostrado em somente 3 episódios "Surtando de Vez, Parte 1 e 2" e "Três Garotas e um alce".

### Yerba
Yerba é o país em guerra do episódio especial duplo "Locked Up em português "Presos".

### Hospital
É o hospital em que Tori, Cat, Jade e Beck levam Rex quando ele é sugado para dentro de uma máquina, acidentalmente ligada por Tori, no episódio "'A Morte de Rex'". Mesmo hospital em que Robbie fica internado quando descobre que dentro dele havia um carrinho de brinquedo guardado desde que ele era criança. O hospital é mostrado nos episódio Tori Fica Retida e também no O Novo Namorado da Cat.

### Nozu
É um restaurante de comida japonesa, inaugurando pela mesma dona que teve sua filha pendurada numa peça de teatro organizada por Jade em um episódio anterior e é mostrado no episódio Como a Trina entrou na Hollywood Arts?

## Spin-off
Após o fim das séries Victorious e iCarly, a Nickelodeon anunciou um spin-off das séries, juntando a personagem Cat Valentine (Victorious) - interpretada por Ariana Grande e Sam Puckett (iCarly) - interpretada por Jennette McCurdy. A série se chama "Sam & Cat" que é sobre essas duas garotas que se juntam como colegas de quarto e iniciam um negócio de babá para financiar suas aventuras.
A ordem de 20 episódios foi dobrada para 40 em 11 de julho de 2013. No entanto, em abril de 2014, a série estava em hiato devido a problemas nos bastidores com o elenco e a companhia.
Após muitos meses de especulação, Sam & Cat foi oficialmente cancelada em 13 de julho de 2014. Ela foi um sucesso entre o público infanto-juvenil, a sitcom foi cancelada após apenas uma temporada e 36 episódios.